# Tất công Cao
Tất công Cao (giản thể: 毕公高; phồn thể: 畢公高) là quan phụ chính đầu thời nhà Chu trong lịch sử Trung Quốc.

## Sự nghiệp
Tất công Cao vốn họ Cơ, là con thứ 15 của Chu Văn vương Cơ Xương, em khác mẹ của Chu Vũ Vương Cơ Phát.
Khi anh cả Cơ Phát lên nối nghiệp cha, Cơ Cao theo giúp anh đánh đổ nhà Thương, dựng lên nhà Chu. Khi Chu Vũ vương tiến vào cung vua Trụ, Cơ Cao cầm búa nhỏ, cùng Chu Công Đán cầm búa lớn đi hộ vệ Vũ Vương.
Vua Trụ bị diệt, ông theo lệnh của Chu Vũ Vương, cùng Khang Thúc phóng thích những người dân bị vua Trụ giam ở Triều Ca – kinh đô nhà Thương; đồng thời biểu dương một người bầy tôi tốt của nhà Thương là Thương Dung.
Chu Vũ Vương phong chư hầu, Cơ Cao được phong ở nước Tất, nên gọi là Tất công.
Sau khi Chu Vũ vương mất, ông theo giúp Chu Thành Vương. Khi Chu Thành Vương sắp qua đời, lo thái tử Chiêu không nối được cơ nghiệp, bèn ủy thác cho Tất công Cao và Thiệu công Thích giúp đỡ.
Cơ Chiêu lên nối ngôi, tức là Chu Khang Vương. Thiệu công Thích cùng Tất công Cao hết sức phò tá Khang vương, khuyên Khang vương phải tiết kiệm, không nên xa hoa trụy lạc, giữ chữ tín với nhân dân để duy trì cơ nghiệp mà tổ tiên đã vất vả gây dựng. Khang vương làm theo, thiên hạ được thái bình thịnh trị, người dân không phạm pháp, trong nước không phải dùng tới hình phạt.
Tất công Cao theo lệnh của Chu Khang vương đã di chuyển một số dân chúng tới định cư ở vùng ngoại ô Kiểu Kinh nhà Chu.
Để đề cao công ơn của Tất công và Thiệu công, Chu Khang vương đã làm bài "Tất mệnh".
Tất công Cao mất vào đời Chu Khang vương, không rõ năm nào.
Con trai cả Tất công Cao được phong ở đất Giai, gọi là Giai bá. Con trai thứ hai nối ngôi đất Tất, gọi là Tất trọng.

## Hậu duệ
Sau khi nước Tất mất, hậu duệ lấy họ Tất, sống ở nước Tấn. Tất Vạn do có công diệt nước Nguỵ nên được vua nước Tấn ban cho thái ấp ở nước Nguỵ cũ, trở thành tông chủ của họ Nguỵ, tiền thân của nước Nguỵ sau này.